# Transcytoza
Transcytoza – zjawisko transportowania danej substancji z jednego bieguna komórki na drugi poprzez cytoplazmę. Z reguły substancja jest pobierana przy udziale receptora na jednym biegunie i transportowana w pęcherzykach wewnątrzcytoplazmatycznych. Po dotarciu pęcherzyka na drugi biegun komórki, błona pęcherzyka zlewa się z błoną komórkową, a substancja uwalnia się do otoczenia. Przykładem może być transport immunoglobulin A przez komórki nabłonkowe jelita.